# Alessia Russo (gymnastique)
Pour les articles homonymes, voir Alessia Russo et Russo.
Alessia Russo (née le 24 septembre 1996 à Figline Valdarno) est une gymnaste rythmique italienne.
Elle fait partie de l'équipe Italienne qui remporte la médaille de bronze lors des Championnats du monde 2018 à Sofia. 

## Palmarès

### Championnats du monde
- Sofia 2018
  -  médaille de bronze au concours général par équipes

### Championnats d'Europe
- Bakou 2023
  -  médaille de bronze en groupe 5 cerceaux